# Canton de Saint-Pierre-de-Chignac
Pour les articles homonymes, voir Canton de Saint-Pierre (homonymie).
Le canton de Saint-Pierre-de-Chignac est une ancienne division administrative française située dans le département de la Dordogne, en région Aquitaine.

## Historique
Le canton de Saint-Pierre-de-Chignac est l'un des cantons de la Dordogne créés en 1790, en même temps que les autres cantons français. Il a d'abord été rattaché au district de Perigueux avant de faire partie de l'arrondissement de Périgueux.

### Redécoupage cantonal de 2014-2015
Par décret du 21 février 2014, le nombre de cantons du département est divisé par deux, avec mise en application aux élections départementales de mars 2015. Le canton de Saint-Pierre-de-Chignac est supprimé à cette occasion. Douze de ses quinze communes sont alors rattachées au canton d'Isle-Manoire (bureau centralisateur : Boulazac), et les trois autres communes (Blis-et-Born, Milhac-d'Auberoche et Saint-Antoine-d'Auberoche) au canton du Haut-Périgord Noir (bureau centralisateur : Thenon).

## Géographie
Ce canton était organisé autour de Saint-Pierre-de-Chignac dans l'arrondissement de Périgueux. Son altitude variait de 83 m (Boulazac) à 271 m (Atur) pour une altitude moyenne de 165 m.

## Représentation

### Conseillers généraux de 1833 à 2015
| Période         | Période           | Identité                                                | Étiquette                | Qualité |
| --------------- | ----------------- | ------------------------------------------------------- | ------------------------ | --- |
| 1833            | 1839              | Julien Mathet                                           |                          | Maire d'Eyliac (1831-1836) |
| 1839            | 1848              | Pierre Séverin Fournier de Laurière (Fournier-Laurière) |                          | Avocat à Périgueux, conseiller d'arrondissement                                                                               |
| 1848            | 1883 (décès)      | Philippe Daussel                                        | Conservateur Monarchiste | Propriétaire, avocat Conseiller municipal de Périgueux Représentant à l'Assemblée Nationale (1871) Sénateur (1876-1883)       |
| 1883            | 1889              | Pierre Sécrestat                                        | Républicain              | Propriétaire Maire de Saint-Pierre-de-Chignac (1878-1905)                                                                     |
| 1889            | 1890 (annulation) | Marc de Saleneuve                                       | Conservateur Monarchiste | Propriétaire à Milhac-d'Auberoche                                                                                             |
| 1890            | 1901              | Pierre Sécrestat                                        | Républicain              | Propriétaire Maire de Saint-Pierre-de-Chignac (1878-1905)                                                                     |
| 1901            | 1919              | Antoine Deschamps                                       | Républicain              | Directeur de l'école Saint-Martin, à Périgueux Maire de Boulazac (1892-1914), conseiller d'arrondissement                     |
| 1919            | 1931              | René Chaminade                                          | URD                      | Médecin - Maire de Saint-Pierre-de-Chignac (1929-1936), ancien conseiller d'arrondissement                                    |
| 1931            | 1940              | Charles Bonnet                                          | Rad.                     | Avocat Maire de Bassilac |
|                 |                   |                                                         |                          | |
| 1942            | 1945              | Joseph Saint-Martin                                     | PDP                      | Propriétaire rentier Maire de Boulazac (1919-1944), ancien conseiller d'arrondissement Nommé conseiller départemental en 1942 |
|                 |                   |                                                         |                          | |
| 1945            | 1951              | Vincent Province                                        | PCF                      | Cultivateur Maire de Sainte-Marie-de-Chignac                                                                                  |
| 1951            | 1954 (décès)      | Fernand Garrigue                                        | SFIO                     | Agriculteur et tuilier Maire de Saint-Crépin-d'Auberoche                                                                      |
| 24 octobre 1954 | 1964              | Alain Michet de La Baume                                | DVD                      | Banquier (PDG de la Banque Régionale Périgourdine) Maire de Saint-Pierre-de-Chignac (1947-1965)                               |
| 1964            | 1994              | Alexis Félix                                            | SFIO puis PS             | Retraité de l'enseignement Maire de Saint-Laurent-sur-Manoire                                                                 |
| 1994            | 2015              | Jacques Auzou                                           | PCF                      | Inspecteur du Trésor Maire de Boulazac (1988-2020) Élu en 2015 dans le canton d'Isle-Manoire                                  |

### Conseillers d'arrondissement (de 1833 à 1940)
| Période                                  | Période | Identité                            | Étiquette          | Qualité |
| ---------------------------------------- | ------- | ----------------------------------- | ------------------ | --- |
| Les données manquantes sont à compléter. |         |                                     |                    | |
| 1833                                     | 1836    | Pierre Séverin Fournier de Laurière |                    | Avocat à Périgueux |
| 1839                                     | 1848    | Jean-Marc Auguste de Royère         |                    | Garde d'honneur à cheval (1813), lieutenant de cavalerie des chevau-légers de la garde du Roi (1814), lieutenant au 9e régiment d'infanterie, légion de l'Aube (1816), maire de Saint-Antoine-d'Auberoche |
| 1848                                     | 1880    | Comte Gustave de Royère             |                    | Ancien garde du corps du Roi, maire de Saint-Antoine-d'Auberoche puis de Saint-Pierre-de-Chignac |
| 1880                                     | 1886    | Léo Laroche                         | Droite             | Propriétaire du château de La Besse, maire de Milhac-d'Auberoche |
| 1886                                     | 1892    | M. Borie-Lagrange                   |                    | |
| 1892                                     | 1901    | Antoine Deschamps                   | Républicain        | Directeur de l'école Saint-Martin, à Périgueux, maire de Boulazac (1892-1914) |
| 1901                                     | 1910    | René Chaminade                      | Républicain modéré | Médecin à Saint-Pierre-de-Chignac |
| 1910                                     | 1928    | Raoul-Léonard Vignéras              | Républicain        | Maire de Notre-Dame-de-Sanilhac (1908-?), propriétaire à Périgueux |
| 1928                                     | 1940    | Joseph Saint-Martin                 | PDP                | Agriculteur, maire de Boulazac (1919-1944), Président du PDP de la Dordogne |
| 1940                                     |         |                                     |                    | Les conseils d'arrondissement ont été suspendus par la loi du 12 octobre 1940 et n'ont jamais été réactivés                                                                                               |

Sources : "Annuaires et calendriers 1789-1842 " sur le site des archives départementales de la Dordogne. https://archives.dordogne.fr/r/72/fonds-imprimes/annuaires-et-calendriers?arko_default_6076b1c79b335--ficheFocus=

## Composition
Le canton de Saint-Pierre-de-Chignac regroupait quinze communes et comptait 20 234 habitants (population municipale) au 1er janvier 2011.
| Communes                  | Population (2012) | Code postal | Code Insee |
| ------------------------- | ----------------- | ----------- | ---------- |
| Atur                      | 1 787             | 24750       | 24013      |
| Bassillac                 | 1 795             | 24330       | 24026      |
| Blis-et-Born              | 417               | 24330       | 24044      |
| Boulazac                  | 6 606             | 24750       | 24053      |
| La Douze                  | 1 069             | 24330       | 24156      |
| Eyliac                    | 739               | 24330       | 24166      |
| Marsaneix                 | 1 028             | 24750       | 24258      |
| Milhac-d'Auberoche        | 554               | 24330       | 24270      |
| Notre-Dame-de-Sanilhac    | 3 059             | 24660       | 24312      |
| Saint-Antoine-d'Auberoche | 147               | 24330       | 24369      |
| Saint-Crépin-d'Auberoche  | 294               | 24330       | 24390      |
| Saint-Geyrac              | 241               | 24330       | 24421      |
| Saint-Laurent-sur-Manoire | 913               | 24330       | 24439      |
| Sainte-Marie-de-Chignac   | 591               | 24330       | 24447      |
| Saint-Pierre-de-Chignac   | 814               | 24330       | 24484      |

## Démographie
| 1962   | 1968   | 1975   | 1982   | 1990   | 1999   | 2006   | 2011   | 2012   |
| ------ | ------ | ------ | ------ | ------ | ------ | ------ | ------ | ------ |
| 10 039 | 10 345 | 12 343 | 14 451 | 16 754 | 17 585 | 18 821 | 20 234 | 20 513 |